# Carla Fernández
Carla Fernández (29 de enero de 1973, Saltillo, Coahuila, México) es una autora y diseñadora de moda mexicana conocida por su trabajo con comunidades indígenas.

## Biografía
Nació en la ciudad fronteriza de Saltillo en el estado de Coahuila, pasó su infancia viajando por comunidades indígenas a lo largo y ancho de la república mexicana, acompañando a su padre en investigaciones y visitando tiendas de conveniencia en Estados Unidos, su padre es Miguel Ángel Fernández, entonces director de museos del Instituto Nacional de Antropología e Historia.
En su juventud estudió Historia del Arte en la Universidad Iberoamericana, e hizo su servicio social en el Museo Serfin donde patronaba prendas indígenas en sus ratos libres, desarrollando su teoría de la "raíz cuadrada".
En el año 2000, Conaculta le ofreció ser maestra de corte y confección para las Escuelas Itinerantes de Diseño Artesanal dependiente de la Dirección General de Culturas Populares e Indígenas, ese mismo año abrió su taller y su marca.

## Carrera
Carla ha estado activa desde el año 2000 dirigiendo el Taller Flora y su marca homónima bajo el lema "El futuro está hecho a mano", que se ha caracterizado por trabajar con comunidades indígenas y mantener una producción baja con productos hechos artesanalmente.
Ha trabajado mediante subvenciones del FONART y la Dirección General de Culturas Populares e Indígenas, llevando su taller móvil por varios estados del país formando y aprendiendo de los artesanos de la comunidad, al mismo tiempo, a este proceso lo llama "polinización", pues para hacer un producto este debe viajar a distintos lugares del país empapándose de los saberes de esa localidad.
Del mismo modo, Carla es una panelista recurrente en instituciones como el MIT, Harvard y su alma mater.

## Libros

### Taller Flora (2005)
Taller Flora es un libro en el que Carla aborda dos temáticas, la primera es la fundación del Taller Flora, que ella define como un laboratorio móvil que conecta a distintas comunidades en la producción de moda en México, además explica los procesos que llevan a cabo los artesanos para crear textiles.
La segunda, es una tesis sobre la indumentaria indígena en la que sostiene que la prenda indígena está fundada únicamente en cuadrados y rectángulos (cosa que ella llama "raíz cuadrada") y que su objetivo es cubrir el cuerpo como una casa poniendo en primer lugar la ropa sobre el cuerpo, a diferencia de la indumentaria occidental que está conformada por cortes curvos y se diseña para ceñirse al cuerpo y hacer que este destaque sobre la indumentaria, entre otras diferencias. Además, explica el procedimiento que se llevan a cabo para confeccionar la indumentaria a partir de lienzos de tela.

### El manual de la diseñadora descalza (2014)
En este libro, ella retoma el título de la obra de Johan van Lengen, El Manual del Arquitecto Descalzo; se divide en tres partes, la primera es una reimpresión de su ópera prima: Taller Flora; la segunda es un manual que dicta la diseñadora para acercarse a las comunidades indígenas y llevar a cabo los procesos de su taller con ellos; la tercera es una serie de entrevistas con artesanos indígenas de México.

## Óscares
En 2018, Carla vistió a la productora Darla K. Anderson, conocida por su película Coco, con su "capa charra" para la ceremonia de los Premios Oscar.

## Exposiciones
- El Arte de la Indumentaria y la Moda en México - Palacio de Iturbide, Ciudad de México, 2016.[6]
- La Diseñadora Descalza. Un taller para Desaprender - Museo Jumex, Ciudad de México, 2016.[7]
- The Future is Handmade! Fashion + Art + Home - Red Desert, Centro de Los Ángeles, California, 2015.[8]

- The Barefoot Designer - Museo Isabella Stewart Gardner, Boston, 2014.
- The New World Design from 5 Continents - London Design Festival, Reino Unido, 2014.[9]
- Cultural Agents Harvard[10]
- Musac, España.
- Ethnical Fashion Show Paris
- Carla Fernández: Stitching Communities - MIT, Massachusetts.

## Premios y reconocimientos
- Young Creative Entrepeneur Awards, British Council, 2010.[11]
- Premio Príncipe Claus, Holanda, 2013.[12]

## Vida personal
Carla es madre y está casada con el artista plástico Pedro Reyes.